# Uivar
Uivar là một xã thuộc hạt Timiș, România. Dân số thời điểm năm 2002 là 4425 người.